# Zoltán Stieber
Zoltán Stieber (Sárvár, 16 ottobre 1988) è un calciatore ungherese, ala o centrocampista dell'MTK Budapest.

## Carriera

### Club
A 17 anni si trasferisce dall'Ungheria all'Inghilterra (Aston Villa), poi viene mandato in prestito allo Yeovil Town. Nel 2009 è in Germania al Coblenza. In Germania cambia squadra diverse volte negli anni seguenti, oscillando tra la Bundesliga e la 2. Fußball-Bundesliga: Alemannia Aquisgrana, Magonza e Greuther Fürth.
Nel maggio 2014 l'ungherese si trasferisce all'Amburgo, con il quale firma un contratto fino al 2017. Nel 2016 passa in prestito al Norimberga con cui gioca 6 partite segnando un gol.

### Nazionale
Viene convocato per gli Europei 2016 in Francia.

## Palmarès

### Club

#### Competizioni nazionali
- Coppa d'Ungheria: 1

Újpest: 2020-2021